# 五洞镇
五洞镇位于重庆市垫江县西南部，毗邻垫江五个中心镇之二的澄溪镇、高峰镇，境内有垫江第六中学这一所中学。

## 行政区划
五洞镇共下辖1个居委会和6个村委会
- 居委会
  1. 迎宾社区居委会

- 村委会
  1. 龙滩村委会
  2. 高山村委会
  3. 卧龙村委会
  4. 山河村委会
  5. 月江村委会
  6. 文龙村委会[3]